# 청정대기법 (미국)
미국의 청정대기법(Clean Air Act, CAA)은 대기 오염을 방지하고 대기 질을 개선하기 위한 미국 연방 법률이다. 이 법은 공공 건강과 복지를 보호하고, 대기 오염의 원인과 영향을 연구하며, 오염을 예방하고 통제하기 위한 기술적 및 재정적 지원을 제공한다. 미국 청정대기법은 1955년에 처음 제정되었으며, 이후 여러 차례에 걸쳐 개정되었다.  주요 개정은 1970년, 1977년, 1990년에 이루어졌으며, 이로 인해 대기 오염 방지 및 통제에 대한 규정이 강화되고, 새로운 오염물질에 대한 규제가 추가되었다.